# Стодульно
Стодульно (пол. Stodólno, нім. Königsbrunn) — село в Польщі, у гміні Стшельно Моґіленського повіту Куявсько-Поморського воєводства.
Населення — 182 особи (2011).
У 1975-1998 роках село належало до Бидгощського воєводства.

## Демографія
Демографічна структура станом на 31 березня 2011 року:
|          | Загалом | Допрацездатний вік | Працездатний вік | Постпрацездатний вік |
| -------- | ------- | ------------------ | ---------------- | -------------------- |
| Чоловіки | 91      | 24                 | 58               | 9                    |
| Жінки    | 91      | 17                 | 48               | 26                   |
| Разом    | 182     | 41                 | 106              | 35                   |